# Отверн
Отверн (фр. Authevernes) насеље је и општина у северној Француској у региону Горња Нормандија, у департману Ер која припада префектури Andelys.
По подацима из 2011. године у општини је живело 361 становника, а густина насељености је износила 44,29 становника/km². Општина се простире на површини од 8,15 km². Налази се на средњој надморској висини од 140 метара (максималној 148 m, а минималној 68 m).

## Демографија
| 1962. | 1968. | 1975. | 1982. | 1990. | 1999. | 2011. |
| ----- | ----- | ----- | ----- | ----- | ----- | ----- |
| 137   | 180   | 202   | 225   | 273   | 361   | 361   |

График промене броја становника у току последњих година